# Сент-Мари-Ломон
Сент-Мари́-Ломо́н (фр. Sainte-Marie-Laumont) — коммуна во Франции, находится в регионе Нижняя Нормандия. Департамент коммуны — Кальвадос. Входит в состав кантона Ле-Бени-Бокаж. Округ коммуны — Вир.
Код INSEE коммуны — 14618.

## Население
Население коммуны на 2010 год составляло 626 человек.
| 1962 | 1968 | 1975 | 1982 | 1990 | 1999 | 2010 |
| ---- | ---- | ---- | ---- | ---- | ---- | ---- |
| 619  | 529  | 493  | 472  | 515  | 565  | 626  |

## Экономика
В 2010 году среди 403 человек трудоспособного возраста (15—64 лет) 317 были экономически активными, 86 — неактивными (показатель активности — 78,7 %, в 1999 году было 75,1 %). Из 317 активных жителей работали 300 человек (161 мужчина и 139 женщин), безработных было 17 (7 мужчин и 10 женщин). Среди 86 неактивных 23 человека были учениками или студентами, 44 — пенсионерами, 19 были неактивными по другим причинам.